# Кирил Симеонов
Кирил Симеонов с псевдоним Джино (на македонска литературна норма: Кирил Симоновски – Џина) е български и югославски футболист и треньор по футбол. Най-известен като футболист на Македония (Скопие) и Партизан (Белград).

## Биография
Роден е на 19 октомври 1915 г. в окупирания от Българската армия Скопие. Брат е на футболиста Благой Симеонов. Техен първи братовчед е Велко Стоянов, шампион на България в състава на Славия (София). По професия Кирил Симеонов е бояджия.
През 1944 г. участва в партизанското движение в Югославия. По спомени на Стоян Орманджиев Симеонов не се чувства българин, а е сърбоман.
По времето на Кралство Югославия името на футболиста е Чирило Симонович, а след края на Втората световна война сменя името си на Кирил Симоновски.

## Клубна кариера
Започва да играе за ФК „Юг“, после във ФК Победа и ФК Граджански (Скопие). През сезон 1938/39 изиграва 21 мача и вкарва 3 гола в югославското първенство за Граджански.
От юни до септември 1941 г. носи екипа на ФК 13, където преминава заедно с Трайче Серафимов. Двамата са смятани за първите професионални футболисти в българското първенство, но по-късно напускат „ветераните“ поради обвинение в професионализъм. По това време футболът в България е изцяло аматьорски. Официално двамата футболисти се водят на щат във вестниците на Атанас Дамянов „Утро“ и „Дневник“. ФК 13 печели Столичното първенство и достига до 1/4-финал в Държавния шампионат. Играе за ФК 13 в 5 срещи от Софийското първенство, като вкарва 2 гола – срещу тимовете на Шипка и ЖСК. В турнира за Царската купа играе в мача срещу Сокол и вкарва хеттрик за победата с 6:2. в Държавното първенство изиграва 2 мача срещу Славия.
През септември 1941 г. Симеонов и Серафимов се завръщат в Македония. В периода на Българското управление на Вардарска Македония Македония Скопие играе в българското първенство. През 1942 г. Джино е голямата звезда на отбора и помага на Македония да достигне до финал в шампионата. Същата година остава на второ място в класацията за Футболист № 1 на България и в класацията за Спортист на годината на България, като е изпреварен от футболиста на Левски Любен Стамболиев.
През 1945 г. в преходния сезон е част от сборния отбор на Югославската армия, който достига финал на първенството. На негова база е сформиран армейският отбор ФК Партизан Белград, където треньор е бившият наставник на Македония Скопие Илеш Шпиц. По това време е най-опитният състезател на „гробарите“ заедно с вратаря Франьо Глазер. През 1947 г. печели титлата и купата на страната и става отново шампион през 1949 г.
През 1950 г. става играещ треньор на ФК „Вардар“ и записва 75 мача с 25 вкарани гола. През 1951 г. извежда тима до спечелването на Втора лига на Югославия. През 1952 г. закратко се завръща в Партизан и изиграва 1 мач в първенството и 1 мач в турнира за националната купа.

## Национален отбор
През 1940 г. изиграва 2 мача за „Б“ отбора на Югославия. През 1941 г. е резерва в мача на Югославия срещу Унгарив в турнира „Дунавска купа“.
През 1942 г. е част от българския национален отбор, където изиграва 2 срещи.
От 1946 г. отново е национал на Югославия, като два пъти е част от селекцията за турнира за Балканската купа. Той е първият играч от Македония, носил капитанската лента на югославския национален отбор. Записва 10 мача, в които вкарва 1 гол.

## Треньорска кариера
Играещ треньор на Вардар (Скопие) в периода 1950 – 1951 и старши-треньор на отбора от 1953 до 1955 г. След това води гръцкия Арис Солун закратко през 1955 г. Симеонов е треньор на Партизан в три периода, като най-големият му успех е спечелването на Купата на Югославия през 1957 г. Води и Олимпиакос, с който печели Купата на Гърция през 1961 г.

## Отличия
Като футболист:
- Първенство на София: 1941
- Шампион на Югославия: 1946/47, 1948/49
- Носител на Купата на Югославия: 1946/47
- Югославска Втора лига – 1951

Като треньор:
- Югославска Втора лига с Вардар – 1951
- Носител на Купата на Югославия с Партизан: 1957
- Носител на Купата на Гърция с Олимпиакос: 1961